# Ariocarpus kotschoubeyanus
Ariocarpus kotschoubeyanus (Lem.) K.Schum., 1897 è una pianta succulenta della famiglia delle Cactacee originaria del Messico.

## Descrizione
Pianta verde-oliva scuro, raramente emergente dal livello del suolo, subglobosa, depressa al centro, alta 1–3 cm, dal diametro di 2–7 cm.
La radice è tuberosa e carnosa, e durante la stagione secca diminuisce in volume provocando un affossamento della pianta che può risultare parzialmente o totalmente coperta dal terreno, con effetto protettivo rispetto al calore da irraggiamento solare.
I tubercoli divergenti lateralmente, elongati alla base, prendono forma triangolare estesa nella parte distale, frequentemente acuti agli apici, appiattiti orizzontalmente rispetto al terreno e lievemente fessurati, approssimativamente della forma di un triangolo equilatero. Il fiore ha diametro di circa 3 cm, lunghezza di 1.8-2.5 cm, con il perianzio brunastro all'esterno, rosso o rosa all'interno. Il frutto varia tra rossastro e rosastro, lungo 5–18 mm, 1-3mm in diametro. I semi sono neri.

## Distribuzione e habitat
Ariocarpus kotschoubeyanus è un endemismo del Messico nord-orientale.

## Conservazione
La Lista rossa IUCN classifica Ariocarpus kotschoubeyanus come specie prossima alla minaccia di estinzione (Near Threatened).
La specie ha un areale molto ampio, di circa 60.000 km², e  una popolazione molto numerosa, circa 100.000 individui maturi, ma la sua distribuzione è estremamente frammentata e puntiforme. Le sottopopolazioni sono molto distanti tra loro, distribuite in circa 35 siti, molti dei quali minacciati della pressione antropica della popolazione locale che raccoglie le piante a scopi medicinali. La specie subisce anche la distruzione dell'habitat causato dalle attività umane.